# De onbetaalbare reis
Heer Bommel en de onbetaalbare reis of kortweg De onbetaalbare reis is het 129ste verhaal uit de Bommelsaga, geschreven en getekend door Marten Toonder. Het verhaal verscheen voor het eerst op 4 november 1969 en liep tot 8 januari 1970. Thema: Geld speelt een grote rol.

## Samenvatting
Ergens ten zuiden van de stad Rommeldam ligt Moronië, het land waar de patten bloeien en waar de zoete geuren van bokelbloesem de lucht bezwangeren. Naast de uitvoer van fruit is er ook een toeristenindustrie opgebloeid. Op een warme novembermorgen zit de oude Sno met zijn beide zonen Snod en Snoo voor zijn houten keet, waarin hij pattes frites voor hongerige reizigers pleegt klaar te maken.
Heer Ollie en Tom Poes bezoeken het land Moronië in de verwachting een onbetaalbare vakantie te beleven, zoals beloofd door het reisbureau. Bij het afrekenen van twee zakjes patten, blijkt de uitbater prijsbewust. Hij vraagt 100 florijnen. Als heer Bommel na protest 125 florijnen heeft betaald, is het kapje van de Oude Schicht gestolen en het reservewiel ontvreemd. Bij starten blijkt de benzine overgeheveld. De boze kasteelheer loopt vervolgens tegen 100 florijnen stallingkosten per dag op. Tom Poes komt tot zijn eerste “Hm” en de constatering dat ze de gebruiken van het vreemde land nog niet kennen. Vervolgens is hij getuige van de beroving van zijn vriend door een struikrover. Portefeuille, horloge, pijp, alles is weg. De heer Sno had zijn neef en struikrover Snodder immers eerder al getipt voor 25% commissie.
Dat onbetaalbaar blijkt helaas letterlijk, want de inwoners van het land menen een eerlijk bestaan te kunnen leiden door het oplichten en beroven van vreemdelingen en staan vervolgens vijandig tegenover berooide arme toeristen. Heer Ollie wil natuurlijk zijn recht halen, maar als toerist zonder middelen komt hij alleen maar weerstand tegen en belandt zelfs in de gevangenis. Hier neemt hij van een medegevangene Tibor Tuk een wondermunt aan waarmee hij geld kan maken. Dat lijkt heel handig, maar brengt alleen maar meer ellende, mede doordat hij de munt alleen maar kwijt kan raken aan iemand die hem werkelijk wil hebben. Bij de keuze tussen deportatie buiten de landsgrenzen en de rechtbank, kiest Tibor voor het eerste en de kasteelheer voor de rechtbank. Na beroving door de cipiers, kiest heer Bommel toch maar voor ontsnapping middels een ouderwets touw, aangereikt door Tom Poes.
Toch gaat de kasteelheer alsnog naar de rechtbank. Het kost hem veel geld en de rechter wil hem ook nog, maar tevergeefs , laten arresteren. Heer Bommel wil nog steeds niet weg uit zijn vakantieland want hij wil wel zijn Oude Schicht terug en zijn recht halen. Dit temeer daar de jonge vriend geen list weet te bedenken! Hij wordt echter tijdens het geld maken ongewild betrapt door revolutionair Oele Lioen. Die wil revolutie, een einde aan de vreemdelingenindustrie en heer Bommel als zijn geldmaker. Het lukt de Rommeldammer echter niet de wondermunt achter te laten. Hij moet aanblijven als geldmaker.
Tom Poes weet een aanslag op de revolutionairen te plegen en zijn gegijzelde vriend te bevrijden. Heer Bommel is in staat met zijn eigenhandig vervaardigde muntgeld eten te kopen bij de kraam van heer Sno. Tom Poes blaast vervolgens met een vaatje buskruit van de revolutie de kraam van het kapitaal op, nadat heer Bommel zijn Oude Schicht heeft teruggekocht voor 2000 florijnen. Samen rijden ze weg van de opgeblazen keet waar de revolutionairen vechten met de zonen van Sno. Heer Bommel zoekt het hogerop bij de regering. Met zijn geld probeert hij toegang tot de president te krijgen, generaal Slob. Die is echter net na een paleisrevolutie vervangen door Oele Lioen. Die gaat een eind maken aan de kramerij en de hele toeristenindustrie. Heer Bommel wordt in een eigen paleiskamer opgesloten als geldmaker. Ze willen hem nooit meer laten gaan.
Tom Poes gaat inmiddels het gesprek aan met ex-president, generaal Slob. Hij tipt hem over een buitenlandse geldmaker in het paleis. Hierop verzamelt de generaal de toeristenkot-exploitanten en trekt op naar het paleis. Tom Poes ziet het gevaar natuurlijk aankomen en vraagt en krijgt de wondermunt van zijn wanhopige vriend door het raam aangegooid. Vervolgens maken de president en de ex-president ruzie of er wel of niet een wondermunt in het paleis is. Heer Bommel is dan al met grote snelheid in de Oude Schicht op weg naar de grens. Hij mag daar ongehinderd vertrekken en wordt bij een volgende slagboom welkom thuis geheten door de ambtenaar eerste klasse Dorknoper.
Vlak over de grens is de benzine op. Tom Poes wil niet meer dat de wondermunt wordt gebruikt. Hij geeft de munt van 1 florijn als ‘gewetensgeld’ aan de ambtenaar, maar die weigert. Omdat heer Bommel zijn munt alweer terug wil, geeft Tom Poes hem vliegensvlug de tip de munt dan maar aan het fonds voor noodlijdende ambtenaren te geven. “Maar houd hem”, smeekt hij Dorknoper. Boos mopperend loopt de kasteelheer tot laat in de middag met zijn vriend naar zijn kasteel Bommelstein. Daar wil de bediende Joost in de keuken juist zijn eenzame en overvloedige maaltijd van zuurkool met worst gaan nuttigen. Heer Bommel komt verfrist de keuken binnen met de zin:
“Een eenvoudige doch voedzame maaltijd in een vriendelijke omgeving zonder frieten, daar houd ik van, als je begrijpt wat ik bedoel”
De twee vrienden krijgen de zuurkoolmaaltijd opgediend en heer Bommel geeft Joost desgevraagd een verslag van zijn vakantiereis. Hoe het afloopt weet hij niet. Zonder een buitenlandse geldmaker blijft men op de toeristenindustrie aangewezen. Joost wil zelf iets te berde brengen inzake toerisme, maar zijn werkgever schakelt snel over op de wondermunt. Ambtenaar Dorknoper weet niet dat hij een geldmaker zou kunnen worden. De ambtenaar eerste klasse heeft wel enig vermoeden, maar hij denkt dat die ene florijn weinig kwaad kan in de fondspot voor achtergebleven ontvangers.

## Voetnoot
1. ↑  De periode 6 oktober tot 4 november werd overbrugd met een vakantieaankondiging op 6 oktober. Heer Bommel vraagt Tom Poes mee op vakantie naar Moronië. Een land met een mild klimaat, een gastvrije bevolking en geheel op de vreemdeling ingesteld.
2. ↑  De prijs is verhoogd met 25% vermakelijkheidsbelasting.
3. ↑  Marten Toonder vergeleek de munt bij zijn inleiding van dit verhaal in de Volledige Werken met een creditcard.
4. ↑  In het verhaal: De aamnaak wordt het experiment door de bediende Joost grootschaliger aangepakt met het dupliceren van bankbiljetten.
5. ↑  De generaal deelt een visje met hem!